# Scalmicauda remmia
Scalmicauda remmia är en fjärilsart som beskrevs av Sergius G. Kiriakoff 1959. Scalmicauda remmia ingår i släktet Scalmicauda och familjen tandspinnare. Inga underarter finns listade.